# IORE
IORE, или Iore, — обозначение норвежско-шведских двенадцатиосных грузовых электровозов переменного тока, выпускавшихся заводами Adtranz и Bombardier с 2000 по 2011 гг. и эксплуатируемых на железнодорожной линии Мальмбанан где водят грузовые поезда с железной рудой.

## История
Всего было выпущено 13 двухсекционных электровозов или 26 секций, причём каждая из секций получила свой отдельный номер.

## Интересные факты
- При мощности 10800 кВт (5400 кВт в секции) и силе тяги 1200 кН, электровозы IORE являлись мощнейшими в мире серийными локомотивами (на 2011 год). До них это звание носили советские/российские электровозы ВЛ85 с часовой мощностью 10020 кВт[источник не указан 2273 дня]. По состоянию на 2018 год статус самого большого и самого мощного электровоза в мире имеет российский четырёхсекционный электровоз переменного тока 4ЭС5К[1][2], однако последнее утверждение верно лишь в том случае, если не считать электровоз 2ЭС10 с дополнительной (третьей) секцией 2ЭС10С единым изделием (суммарная длительная мощность 12 600 кВт)[3].
- В Китае эксплуатируются электровозы HXD3B. За основу конструкции данного электровоза, взят электровоз IORE. Однако в отличие от электровозов IORE, электровоз HXD3B состоит только из одной секции, и имеет две кабины управления[источник не указан 2273 дня].
- На электровозах IORE установлена автосцепка СА-3[источник не указан 2273 дня].